# Skibob

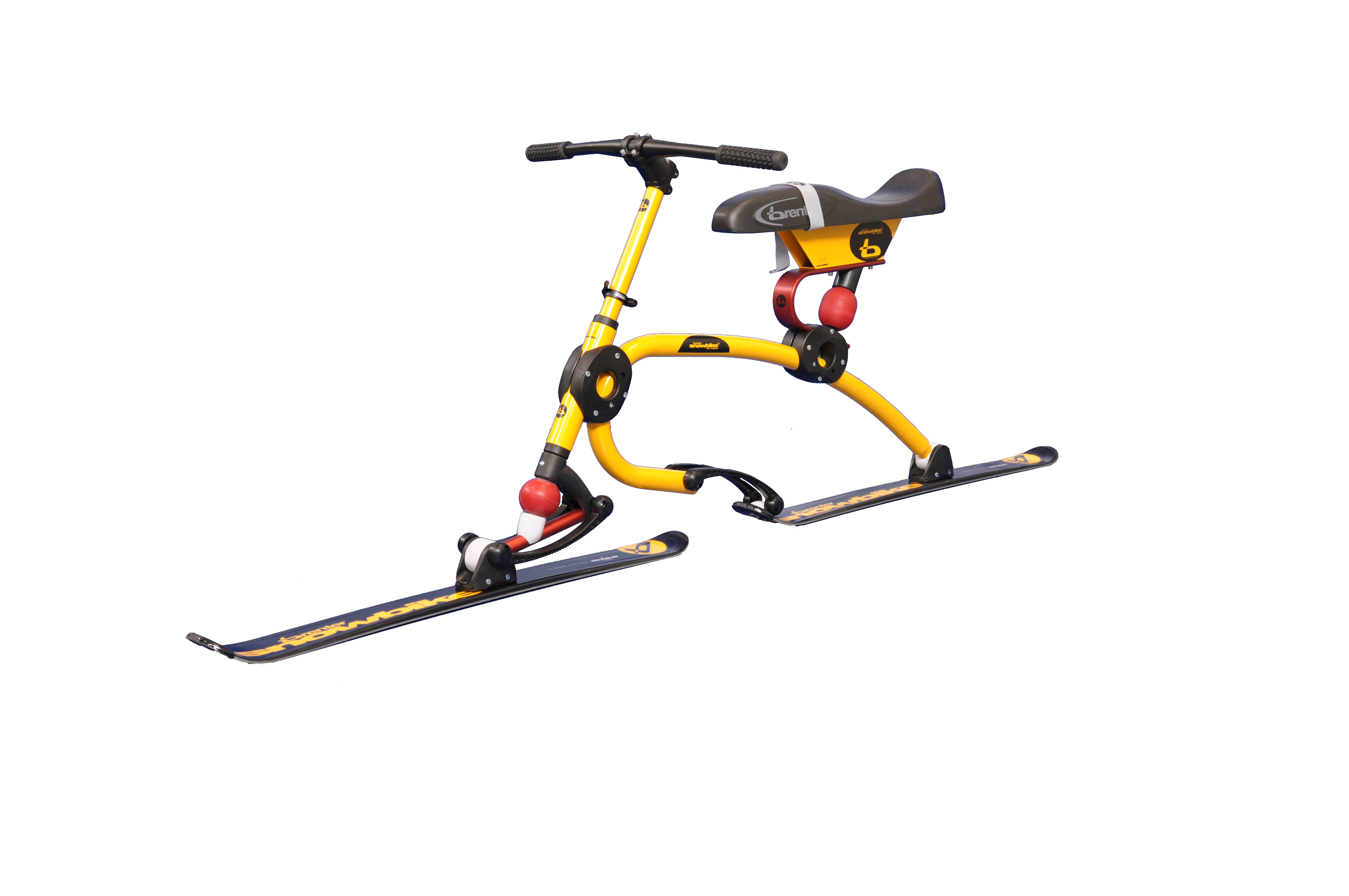
Modernes Snowbike
(Brenter C6)

Ein Skibob (englisch Snowbike) ist ein Sportgerät, mit dem Skipisten sitzend und mit angeschnallten Fußskiern befahren werden. Das Gerät wird in Großbritannien auch als Skibike bezeichnet und die Sportart als  Skibobbing.

## Vorgeschichte der einspurigen Schlitten
Im 19. Jahrhundert versuchten Erfinder in Amerika und Europa immer wieder Schneefahrzeuge zu entwickeln, die als Vorstufen zum heutigen Skibob führten. 1892 meldete der Amerikaner John C. Stevens aus Hartford ein US-Patent für einen „einspurigen gelenkten Schlitten“ an. Als Vorbild diente ein normales Fahrrad, dessen Vorderrad er durch eine Schlittenkufe ersetzte und dessen Hinterrad zwischen zwei Kufen lief. Dieses Gerät ist nie aus dem Entwicklungsstadium herausgekommen, denn ein Schwingen und Gleiten war nicht möglich. Ebenfalls 1892 gab es Versuche mit Skiern anstelle der Räder des Fahrrades, das bewährte sich auch nicht.
1900 erfand der Österreicher Toni Lenhardt mit dem Monogleiter einen Vorläufer des Skibobs. Er war damit derart erfolgreich, dass ab 1910 in Bruck an der Mur Monogleiterwettbewerbe veranstaltet wurden.
1911 wurde in Grindelwald (Schweiz) das Velogemel erfunden; mit Kufen statt Skiern und ohne Federungssystem konnte man nur steile Schneebahnen oder -rinnen mit langem Auslauf benutzen.

## Geschichte von Sitzski, Skibob und Snowbike

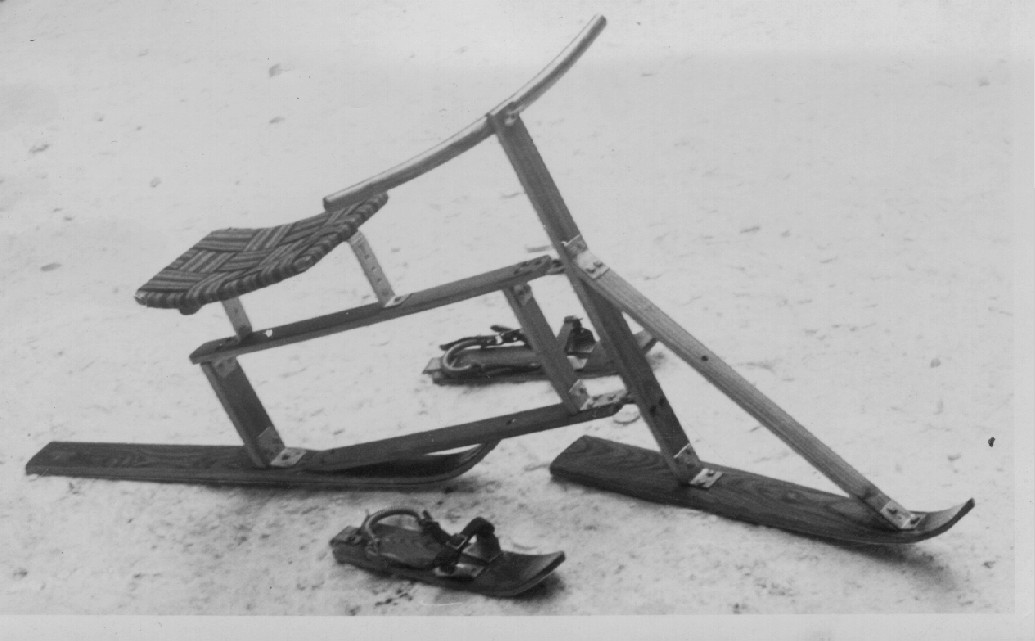
Erster Sitzski

1949 erhielt Engelbert Brenter den Österreichischen Musterschutz auf seinen Sitzski; die Patentanmeldung erfolgte erst am 2. Oktober 1952. Der 10. März 1949 gilt damit wohl als die Geburtsstunde des modernen Skibobsports.
Der "Brenter Schibob, Made in Austria, Europameister/Champion d'Europe" aus um 1960 basiert auf blau lackiertem Holz, gefügt mit verzinkten Stahlbeschlägen und ist für den Transport schnell in 3 Teile zerlegbar: Eine Flügelmutter löst die Schraube des T-Verbinders für die Lenk(quer)stange. Der Sitzrahmen kann aus dem 180°-Scharniergelenk (zwei koaxiale Achsstummel drehen jeweils in einer durchbohrten Lasche) gehoben werden, wenn oberhalb die sperrende Blattfeder zur Lenksäule hin gedrückt wird. Der lange gepolsterte, mit Kunstleder überzogene Sattel liegt auf einem nach hinten auskragenden Holzblatt auf. Zum Schutz vor den Stahlkanten der Fußschi ist der Hinterschi seitlich und oben mit Aluwinkelblech bewehrt. Die Enden des geradlinigen Holzlenkers sind mit weißen längsgerillten Griffhülsen überzogen, wie sie auch an Fahrradlenkern damals üblich waren. Die Schier des Bobs sind blaugrün lackiert. Der Vorderschi weist im Spitz ein Abziebild-Logo mit den Buchstaben "BSB" und einem Bobfahrer im Oval auf. Der Schriftzug "Brenter Schibob" läuft längs zum Kippbeschlag hin. "MADE IN AUSTRIA" läuft mit aufrechten Lettern vorne an der Lenksäule von oben nach unten. "Europameister" zieht sich oben am Rahmen vom Scharniergelenk zum Sattel. Die Längs-Beschriftungen sind gut lesbar, wenn man links vom Bob steht.
Wagnermeister Engelbert Brenter gilt als Skipionier. Sein Sitzski basiert auf den Grundlagen des Skifahrens und nicht wie bisher auf einer Abwandlung eines Fahrrades oder Schlittens. Damit gelang der Durchbruch zum Sportgerät – Schwingen und Gleiten war mit seiner Erfindung erstmals möglich. Durch die Kombination aus Vorder- und Hinterski in einer Linie, wie beim Gfäller-Ei (siehe unten), sowie Federungssystem und Fußski wurde der Skibob ein pistentaugliches Sportgerät. Leider fanden sich die beiden voneinander unabhängigen Entwickler des Skibobs (Brenter und Gfäller) erst 1958 – und konnten ab da miteinander weiter an der Entwicklung des Skibobs wirken. Das Spezifische des Brenter-Skibobs, nämlich zwei Fußski zur Stabilisierung des Fahrens, setzte sich schnell gegenüber dem Gfäller-Ei durch, der noch wie ein Motorrad mit Fußrasten ausgestattet war. Vor allem die Federung wurde von Brenter weiter entwickelt, so dass nach Beendigung der Produktion des Skibobs der beiden Gfällers der moderne Skibob entstand, der dann in verschiedener Weise auch von anderen Firmen in der Schweiz, Deutschland und Österreich produziert wurde.
Am 25. Oktober 1951 meldete der Sohn des Wagnermeisters Georg Gfäller sen. aus Kiefersfelden, der Deutsche Georg Gfäller jun., mit Hilfe von Ernst Reiß-Schmidt seinen Skibob, einen lenkbaren Schlitten, zum Patent an, der als Original des später Gfäller-Ei genannten Gerätes gilt. (Zur Verbesserung der Stoßdämpfung hatte dieser Skibob einen Ei-förmigen Rahmen). 1952 erweiterte Georg Gfäller jun. die Grundform des Skibobs um einen Düsenantrieb, einen Luftschraubenantrieb und Tragwerksflügel und meldete dies (kurioserweise) auch zum Patent an. Später ließ er seine Patente aufheben, um den Skibobsport als Breitensport zu ermöglichen und weitere Fabrikanten, neben den führenden Brenters, für die Produktion zu gewinnen.
Die Schweizer Arova-Firmengruppe entwickelte 1970 für die damalige Porsche KG den Arova Porsche 212 Skibob, der zusammengeklappt in den Kofferraum eines Porsche passte. Er wurde über das Porsche-Händlernetz zum Preis von 653 DM in den Farben blau und blutorange verkauft.

## Verbände (Auswahl)
- 1955 gründete Walter Gasser in Gries am Brenner den Skibobclub Tirol; 1958 entstand die Sektion Skibob des Skiclubs Hallein, 1959 die Sektion Skibob der Naturfreunde Hofgastein und bald gründeten sich viele weitere regionale Skibobvereine.
- 1961 gründete sich der Österreichische Skibobverband.[4]
- Am 14. Januar 1961 wurde in Innsbruck der Internationale Verband der Skibobfahrer (Fédération Internationale de Skibob (FISB)) mit dem Präsidenten Georg Gfeller jun. gegründet und nahm seinen Sitz in Eugendorf. Vizepräsident wurde der Österreicher Eduard Stierschneider aus Hallein. Die Basis für die Gründung waren zahlreiche regionale und nationale Skibobvereine und -verbände in vielen Ländern, wobei die meisten Organisationen aus den Alpenländern Deutschland, Österreich, Frankreich, Italien und der Schweiz kamen. 1992 hatte der Verband 20 Mitgliedsländer mit insgesamt ca. 30.000 Sportlern. Für das Jahr 2009 (Juni) wurden neun Staatsverbände angegeben, von denen acht aus Europa stammen.[5]
- In Deutschland kam der Skibobsport zuerst unter die Obhut des bayerischen Bob- und Schlittensport-Verbands im BLSV (Bayerischer Landessportverband), dessen Vorsitzender Georg Gfeller jun. wurde. Erst 1965 gliederte sich die Abteilung Skibob aus und wurde zum eigenen Verband (Deutscher Skibob Verband) im BLSV mit Sitz in München, wiederum unter Vorsitz von Georg Gfeller jun. Seit dem 21. Jahrhundert steht Gerhard Lenhart dem DSBV vor.[6]
- 1966 gründete sich der Österreichische Skiboblehrer Verband.
- 1968 fand die FISB Aufnahme in die Weltorganisation AGFI/GAIF mit Sitz in Lausanne/CH.

## Rennen und Meisterschaften
Im Januar 1951 fand das erste Skibobrennen der Welt in Kiefersfelden statt. Es wurde von Rudolf Steiner und Georg Gfeller jun. organisiert. Zur Anwendung kam das später Gfeller-Ei genannte Modell 'Taifun'. Jährlich folgten weitere Skibobrennen, so in Oberaudorf, Hausham (1958), wo erstmals der Sohn des österreichischen Herstellers (damals noch mit einem Sitzski, dann auch Skibobnutzer), Erich Brenter, am Rennen teilnahm und wegen der überlegenen Konstruktion sofort gewann. Der älteste Teilnehmer war Georg Gfeller sen., der jüngste sein Enkel, der damals 9-jährige Georg R. Gfeller. Beide erkannten die Überlegenheit des Brenter-Skibobs wegen der neuen Fußski zur Stabilisierung an.

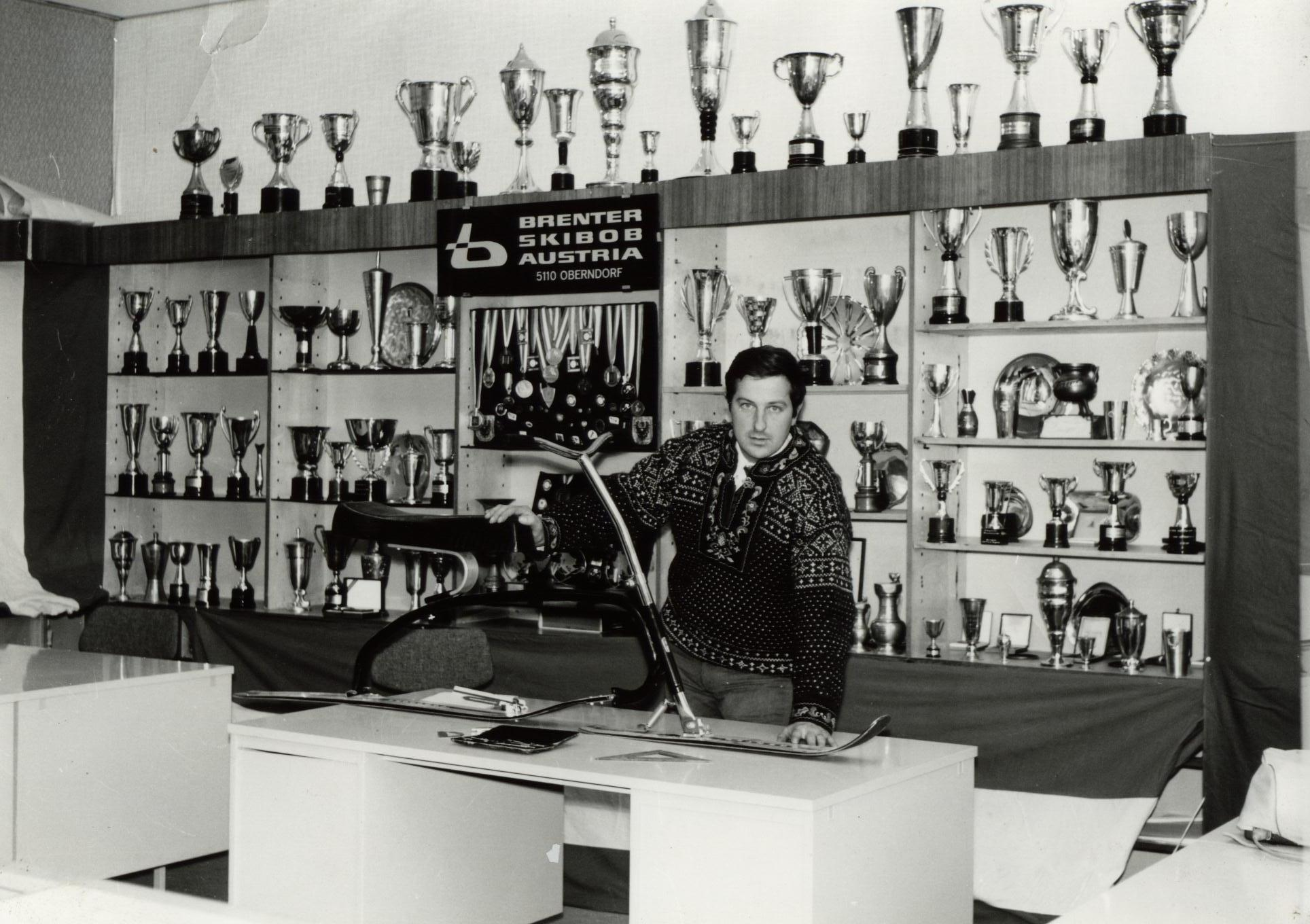
Erich Brenter vor seinen Trophäen

Von 1963 bis 1986 gab es Europameisterschaften; seit 1967 werden Weltmeisterschaften ausgetragen. Die meisten Sieger kommen aus der Schweiz, Österreich und in den letzten Jahren aus Tschechien. Auch deutsche Sportler bestiegen bereits mehrfach das Siegerpodium, vor allem im Zeitraum 1971 bis 1989. Der Erste Skibob-Abfahrts-Europameister war Erich Brenter auf einem hölzernen Brenter-Skibob.
In den Jahren 1981 bis 1990 holte Walter Kroneisl acht Weltmeister-, sechs Europameistertitel und war fünfmaliger Gesamtweltcupsieger. Ihm gelang auch die dreimalige Verteidigung seines Abfahrtsweltmeistertitels (1987–1989). Sein Landsmann Markus Moser ist mit 37 Goldmedaillen, die er zwischen 1988 und 2011 gewann, Rekordweltmeister.
Gerfried Seeber hält seit 1992 den Weitsprungweltrekord auf einer K-90-Schanze in Oberwiesenthal. Außerdem ist er seit der Saison 2010/2011 Weltrekordinhaber in gefahrenen Jahren (seine 30. Weltcupsaison als aktiver Rennfahrer).
2016 gewann er in seiner 34. Weltcupsaison drei Weltcuprennen, den Gesamtweltcup sowie die Silbermedaille im Riesentorlauf. Er ist damit der älteste WM-Medaillengewinner und der älteste Weltcup- und Gesamtsieger aller Zeiten.
Die österreichische Sportlerin Petra Gamper vom Club Tschach Wlezceck ist die amtierende Weltmeisterin (Stand 2010) und konnte diesen Titel auch schon zum 14. Mal erringen.

## Rekorde
1964 stellte Erich Brenter den ersten Geschwindigkeitsweltrekord mit 166 km/h in Cervinia (Italien) auf und fand damit Eingang ins Guinness-Buch der Rekorde.
Hermann Koch und Harald Brenter, der Enkel des Erfinders Engelbert Brenter, stellten am 22. März 2007 in Obertauern/Österreich einen Höhenweltrekord mit 32.736 Höhenmetern in elf Stunden auf. Sie absolvierten dabei 62 Abfahrten zu je 528 Höhenmeter und erreichten eine Höchstgeschwindigkeit von 107 km/h. Als Weltrekordgerät diente ein 7 kg leichtes modernes Serien-Snowbike in der Ausstattung Fullsuspension und Carvingski.
Am 23. April 2010 gingen Harald Brenter, Florian Schwarzenbacher und Wolfgang Jast mit einer aus der Snowbike-Manufaktur Brenter stammenden 5 kg ultraleichten Touren-Spezialanfertigung erstmals auf den Großglockner. Sie bezwangen damit bergauf und bergab den höchsten Berg Österreichs. 
Das Abenteuer wurde von einem Filmteam begleitet und in Form einer Abenteuer-Doku filmisch aufbereitet.
Am 28. März 2011 bestieg der Snowbike-Club Grächen mit neun Teilnehmern Georges Gruber (Bergführer), Harald und Lisa Brenter (Hersteller), Urs Zenhäusern (Direktor Wallis Tourismus), Daniel Luggen (Kurdirektor Zermatt), Dr. Berno Stoffel (CEO Unternehmung Grächen), Björn Walter (2-facher Skibob Weltmeister), Olivier Andenmatten (OK-Präsident fun&race Woche) und Sören Walter (Fotograf) mit dem Touren-Snowbike das Breithorn (4164 m ü. M.) bei Zermatt.

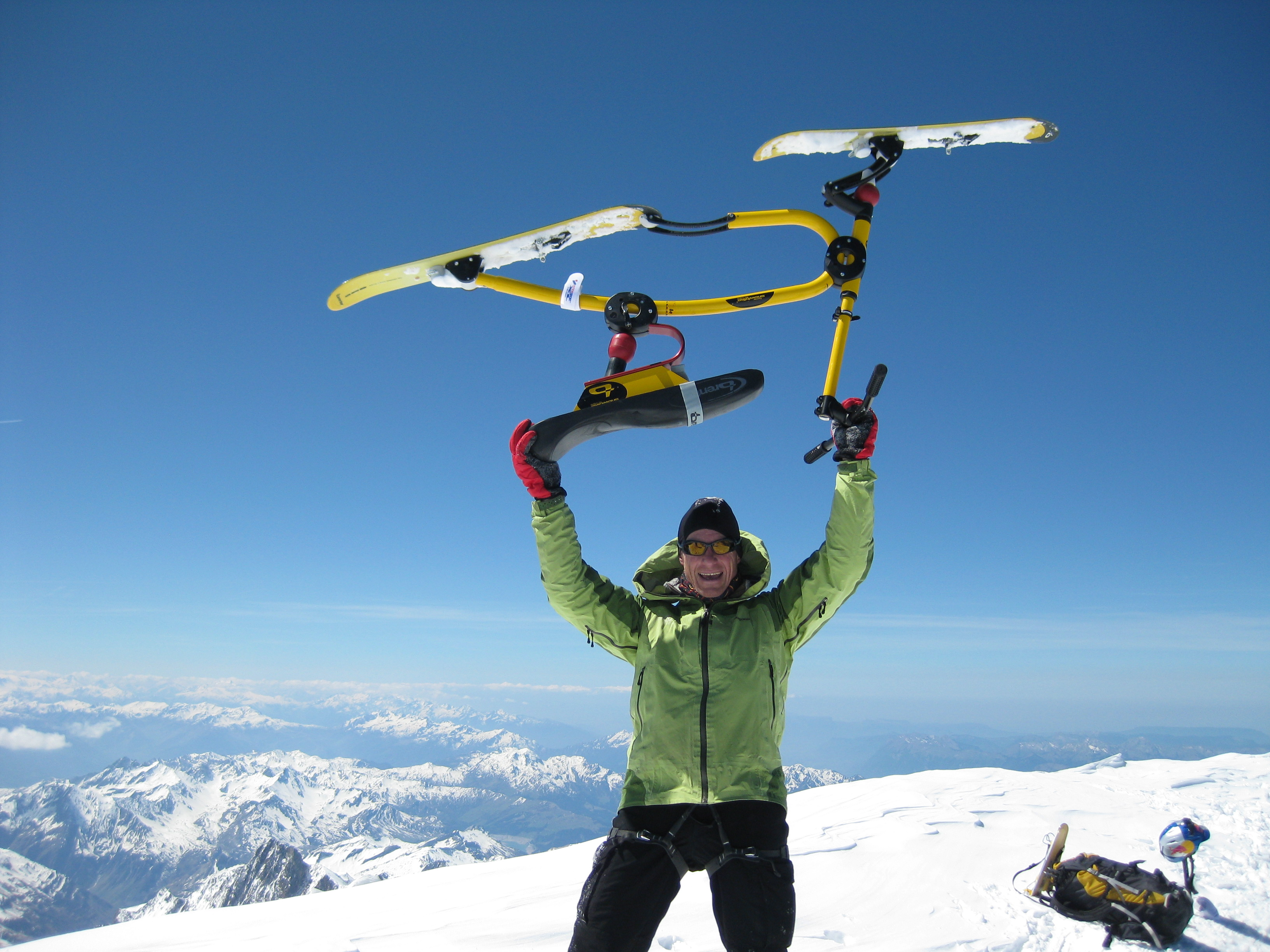
Erste Befahrung des Mont Blanc mit einem Snowbike

Der Österreicher Wolfgang Jast bezwang am 5. Mai 2011 den höchsten Berg Europas mit einem Snowbike. Mit dem speziell entwickelten Brenter Snowbike C6 mit Tourenset gelang ihm der Aufstieg und die Abfahrt über die Nordflanke des Mont Blanc.
Hermann Koch und Harald Brenter, der Enkel des Skibob-Erfinders Engelbert Brenter, stellten am 12. März 2013 in Österreich einen Vertical-Distance-Rekord mit 3086 Höhenmetern in einer Stunde auf.

## Renndisziplinen
Die Disziplinen-Einteilung erfolgt wie bei den alpinen Skidisziplinen nach Slalom, Parallelslalom, Riesenslalom, Super-G, Abfahrt und Alpine Kombination. Frauen und Männer sind am Start. Es gibt auch Hochgeschwindigkeitsfahren, dabei erreichte Romuald Bonvin aus der Schweiz (der auch Vorsitzender des Schweizer-Skibob-Verbandes ist) am 17. April 2003 auf einer speziellen Piste in Les Arcs 201,580 km/h.
Durchschnittliche Abfahrtsgeschwindigkeiten von etwa 100 km/h werden erreicht.

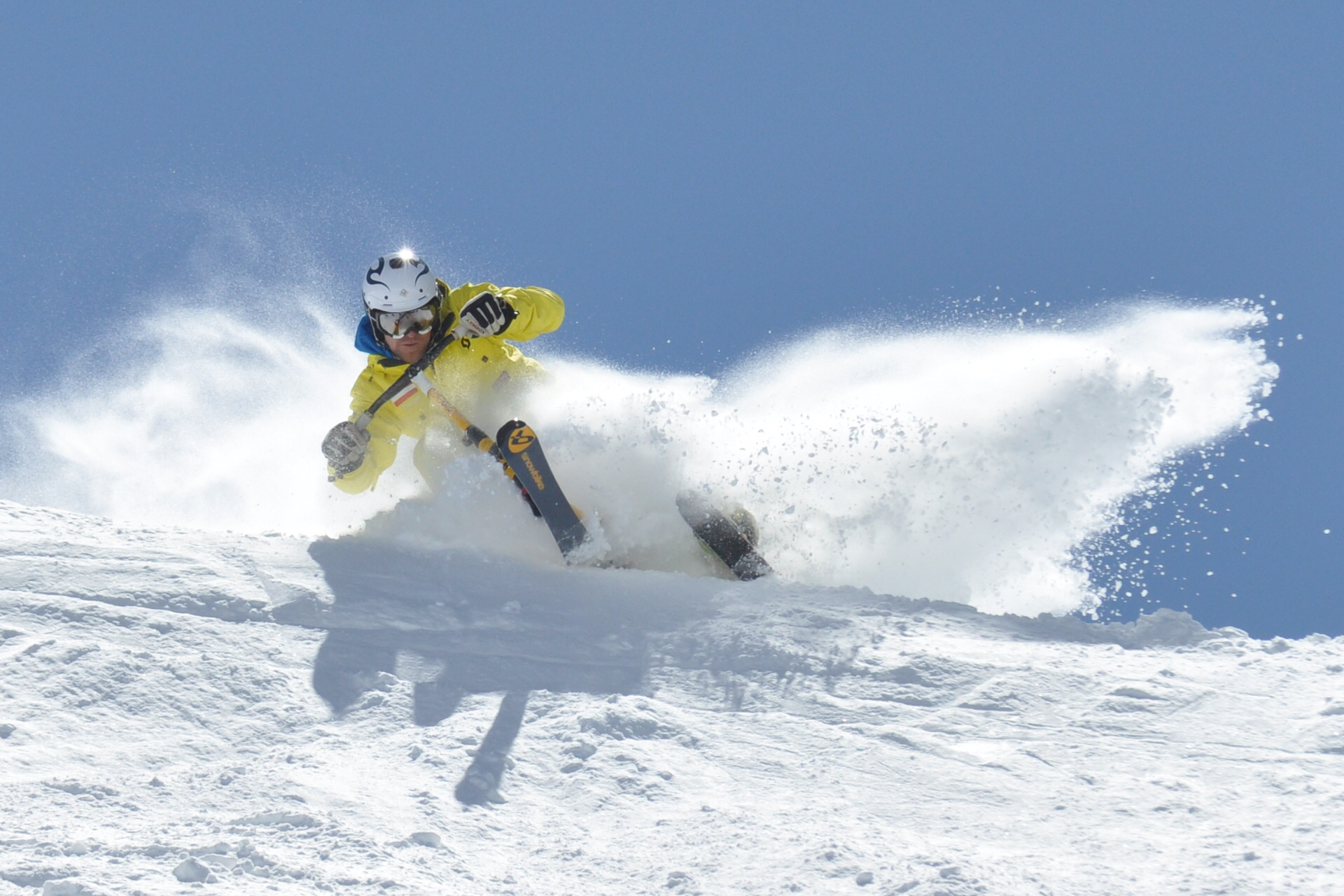
Snowbike im Einsatz

## Ausstattung/Geräte
Ein Skibob ist gemäß FISB „ein technisch ausgereiftes einspuriges Sportgerät, mit dem Skipisten sitzend und mit angeschnallten Fußskiern befahren werden können“. Metallrahmen, Lenker, Vorder- und Hinterski, zwei kurze Fußskier, Sitzbank – der Skibob ist damit (eigentlich) dreispurig. 
Die wichtigsten Parameter des Skibob für den Rennsport sind:
| techn. Angaben                                    | Besonderheiten                                                                  | Anmerkungen                          |
| ------------------------------------------------- | ------------------------------------------------------------------------------- | ------------------------------------ |
| Länge 2,30 m ± 5 cm Länge der Fußskier max. 55 cm | Variable Skieinstellung; Skiwechsel mittels Schrauben-Schnellverschluss möglich | Für den Behindertensport adaptierbar |
| Gewicht 15–23 kg ± 2 %                            | Variable Sitzhöhen (53 bis 60 cm)                                               | Preis (im Jahr 2001) um 2000,- DM    |
| Verstellbarer Lenker mit Stoßdämpfer              | Gefederte Sattelstange (Schockabsorber)                                         |                                      |
| Stabiler Rohrrahmen (Vierkant)                    | Fußskier mit Fersenautomat                                                      |                                      |

Elastische und atmungsaktive Oberbekleidung wird getragen; Vorschriften sind nicht bekannt. Außerdem gehören zur Rennkleidung ein Schutzhelm, Handschuhe und feste Skischuhe. 
Für den Massensport gibt es einen Tourenskibob, der 1,80–2,10 m lang sein kann und 7–12 kg schwer ist.